# Dynastes tityus
El escarabajo Hércules oriental (Dynastes tityus) es un escarabajo del este de Estados Unidos que pertenece a la familia Scarabaeidae. Es conocido en inglés por el nombre común de eastern Hercules beetle, que al español se traduce como escarabajo Hércules del este.

## Descripción
Dynastes tityus es uno de los escarabajos más largos y pesados de los Estados Unidos. Los adultos de ambos sexos miden aproximadamente 20-27 mm (0,8-1,1 pulgadas) de ancho, mientras los machos miden 40-60 mm (1,6-2,4 pulgadas) de longitud, incluyendo un largo cuerno en el pronoto que se proyecta hacia adelante; un segundo cuerno ubicado en la cabeza se proyecta hacia arriba.
Los élitros son verdes, grises o de color bronce, usualmente con varias manchas negras. Los patrones de puntos son únicos para cada individuo. Los escarabajos encontrados en el suelo o madera en descomposición con frecuencia son muy oscuros, debido a la humedad absorbida por el exoesqueleto; cuando éste se seca, retornan al color pálido original. Ocasionalmente, los élitros son de un color caoba uniforme, o un élitro puede ser pálido con machas negras mientras el otro es color caoba.

## Distribución
Dynastes tityus se encuentra en el este y sureste de Estados Unidos, desde los estados de New York, Illinois e Indiana hasta el sur de Florida y el Golfo de México, siendo el este del estado de Texas su límite de distribución hacia el oeste. Otras dos especies del género Dynastes se encuentran en Norteamérica: Dynastes grantii al oeste de Estados Unidos, a gran altitud en los estados de Arizona y Utah, y Dynastes hyllus cuyo límite norte es el estado Tamaulipas de México. D. tityusy D. granti son muy similares, y es posible cruzarlos para obtener híbridos viables.

## Historia natural

### Ciclo de vida
El apareamiento en este escarabajo puede durar hasta 50 minutos,  después de lo cual la hembra pone grupos de huevos en el mismo lugar donde se apareó. Las larvas tienen cuerpos gruesos y blancos en forma de "C", y partes bucales masticadoras con las cuales consumen madera en descomposición, para luego producir excremento en forma de rectángulos de unos 10 mm (0,39 pulgadas) de longitud. Después de 12-18 meses, la larva se transforma en una pupa a finales del verano. Los adultos permanecen bajo tierra durante el invierno, dentro de la cápsula pupal, y emergen en verano para vivir por 3-6 meses. No se conoce con certeza la dieta de los adultos, pero se les ha visto lamiendo la savia de fresnos.

### Comportamiento
Los machos de Dynastes tityus utilizan sus cuernos para luchar entre sí, con el objetivo de competir por aparearse con una hembra; el tamaño de los cuernos refleja la disponibilidad de comida cuando el escarabajo estaba en etapa de crecimiento. A pesar de su tamaño,D. tityus es inofensivo para los humanos.

### Predadores
Diferentes predadores atacan las diferentes etapas del ciclo de vida de Dynastes tityus. Los huevos son vulnerables al ataque de ácaros, mientras que las larvas son comidas por mamíferos, incluyendo mofetas y mapaches, y artrópodos del suelo como arañas, ciempiés, carábidos y larvas de dípteros de la familia Mydidae.

## Taxonomía
Carlos Linneo fue el primero en dar un nombre científico a este escarabajo, en su trabajo Centuria Insectorium de 1763, donde lo llamó Scarabaeus tityus; cuando el género Scarabaeus fue dividido en varios géneros, S. tityus fue renombrado como Dynastes tityus.